# 哈加

哈加区在赫尔辛基的位置

哈加（芬蘭語：Haaga），是芬兰首都赫尔辛基第29号市区，位于赫尔辛基的西部，人口数量约为26,000人，有10,200个工作岗位。
哈加区分为四个小区：北哈加（Pohjois-Haaga）、南哈加（Etelä-Haaga）、基维哈卡（Kivihaka）及拉西拉（Lassila）。哈加杜鹃花公园位于此区。
该区内有两个火车站：南部的霍帕湾站和北部的北哈加站。哈加-赫利亚应用科学大学的学生经常乘坐此线火车，因为该校的校区分散，需要乘坐25至45分钟的火车才能从一个校区到另外一个。

## 图集

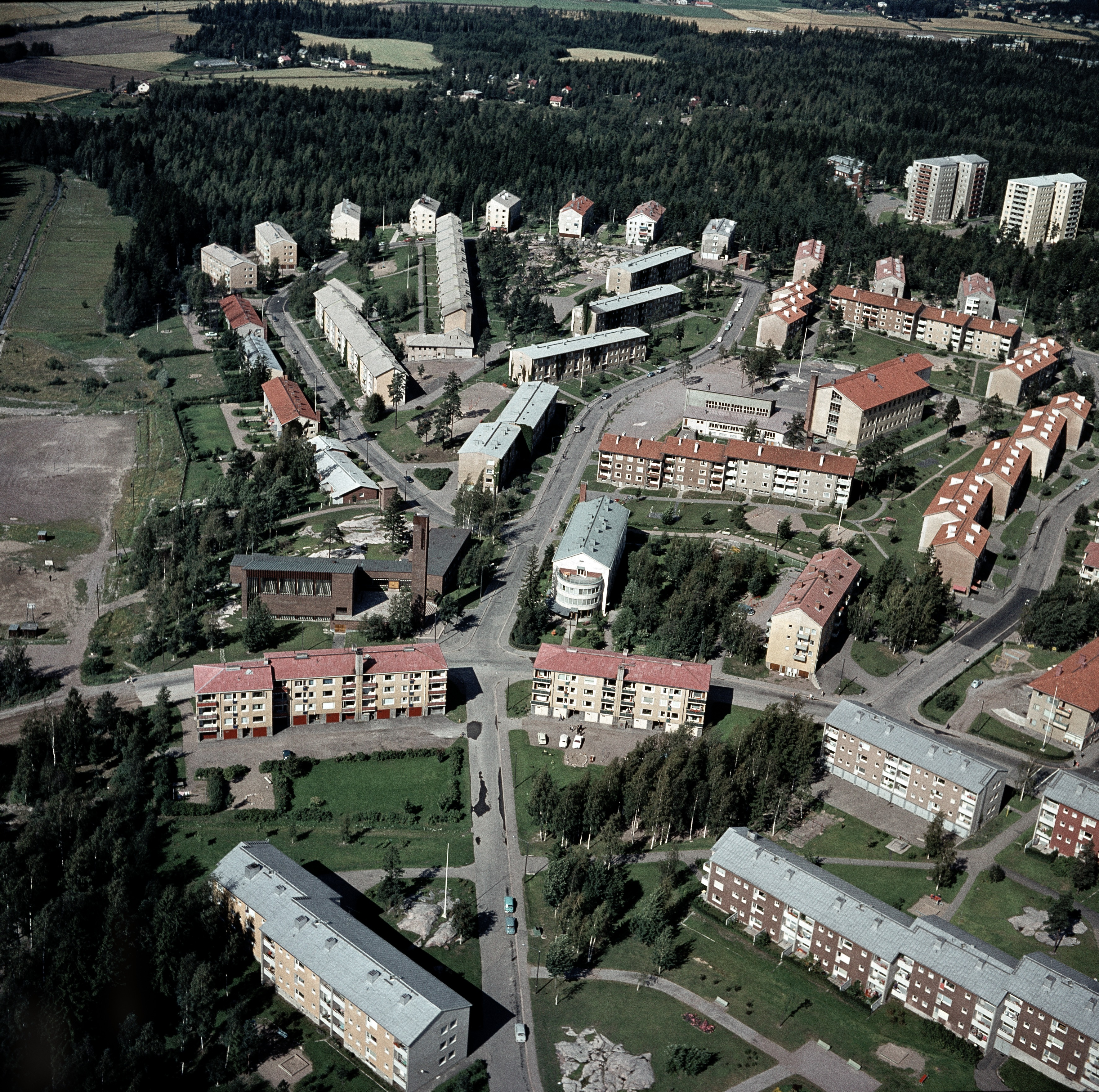
1964年时的北哈加上空照
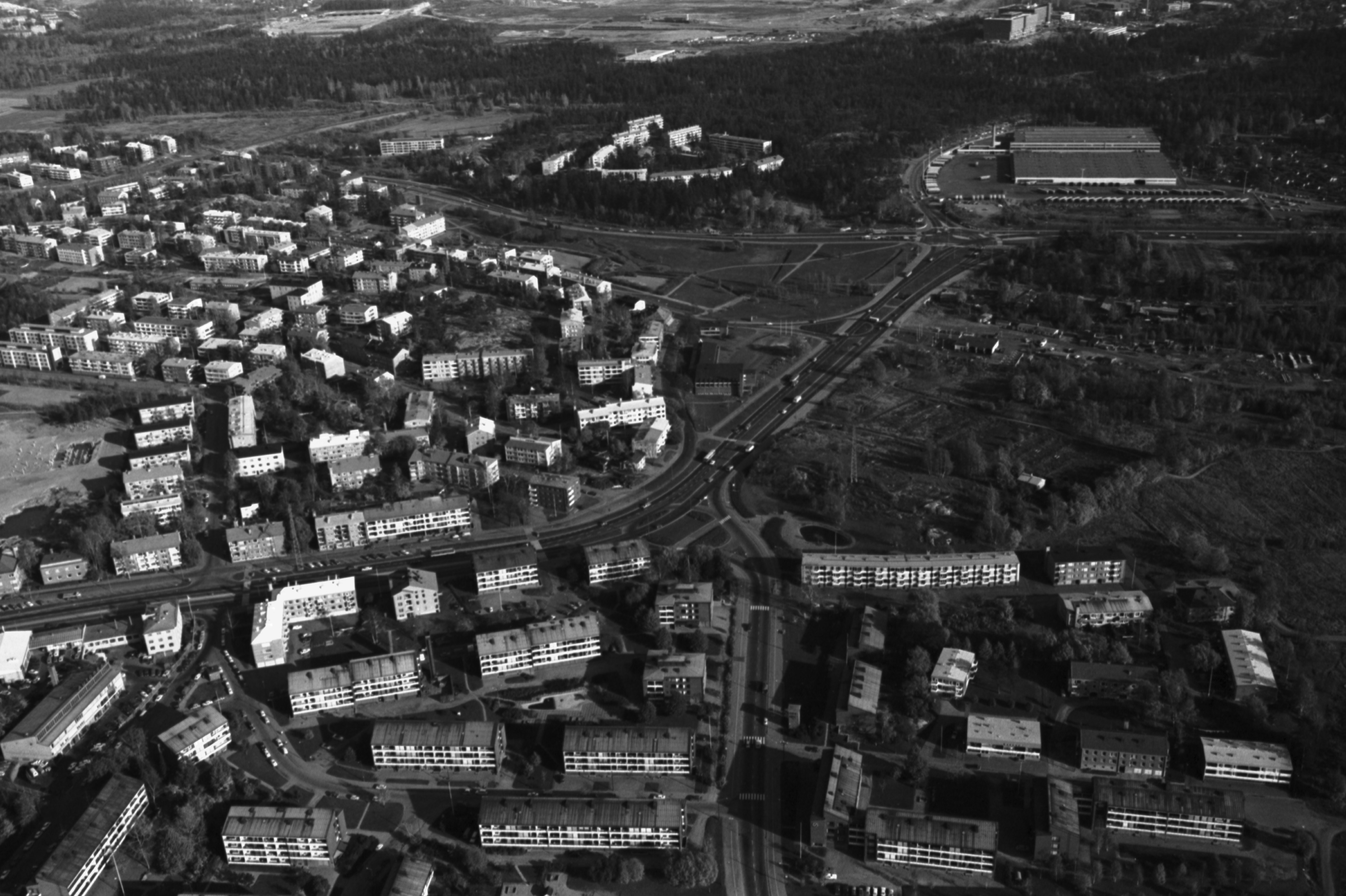
1970年时的上空照
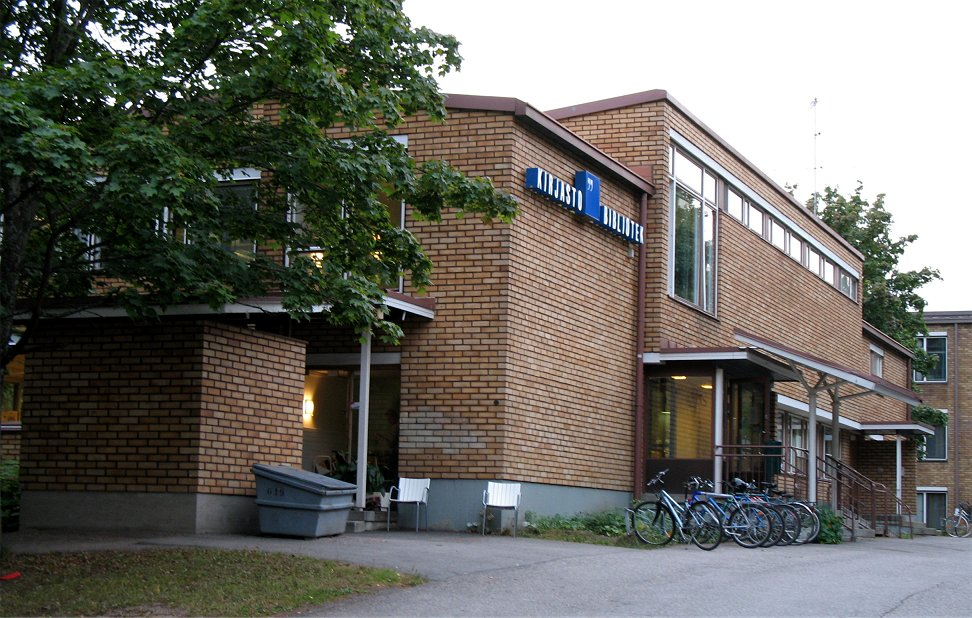
南哈加图书馆
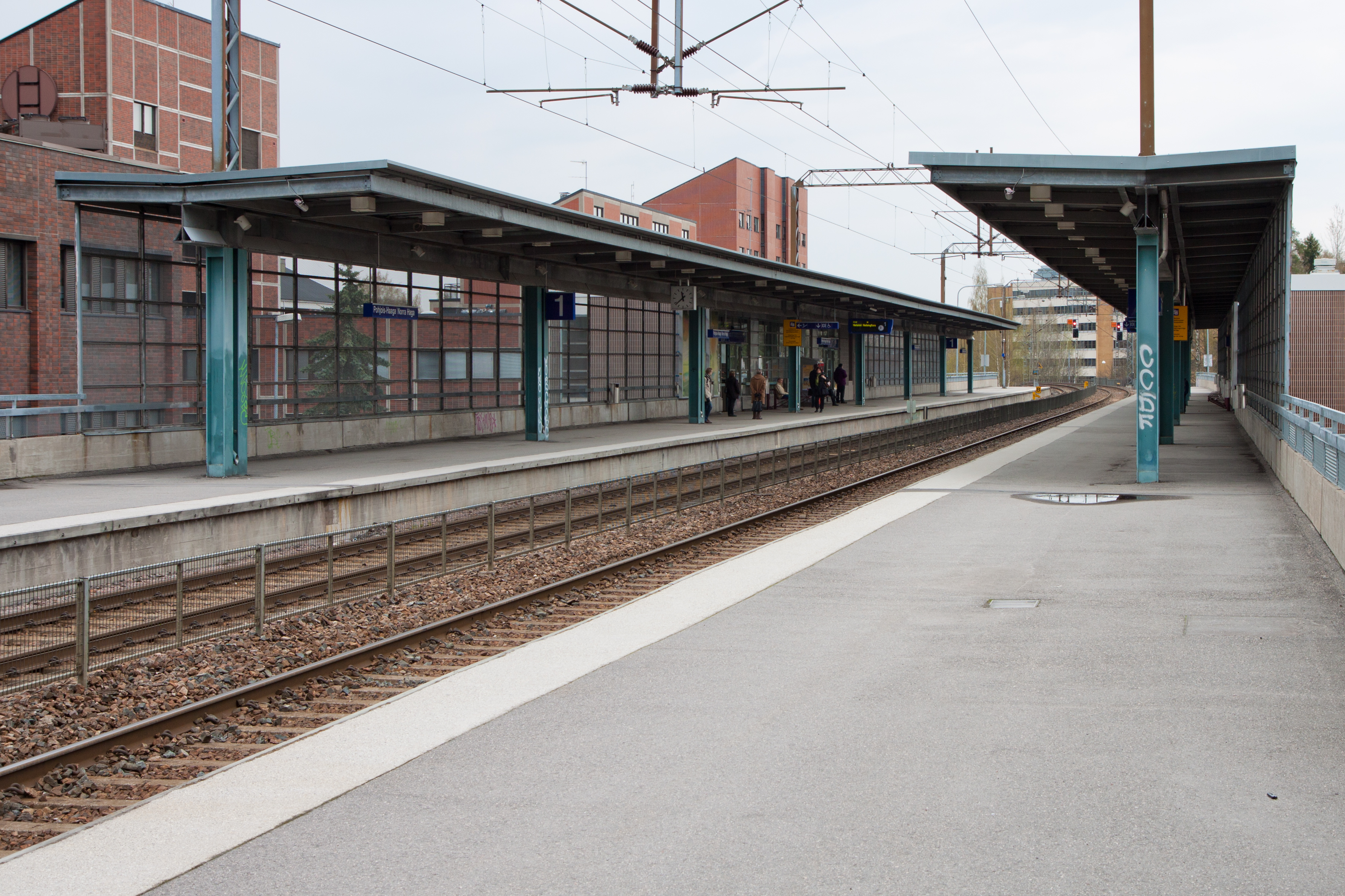
北哈加火车站（朝北方向）
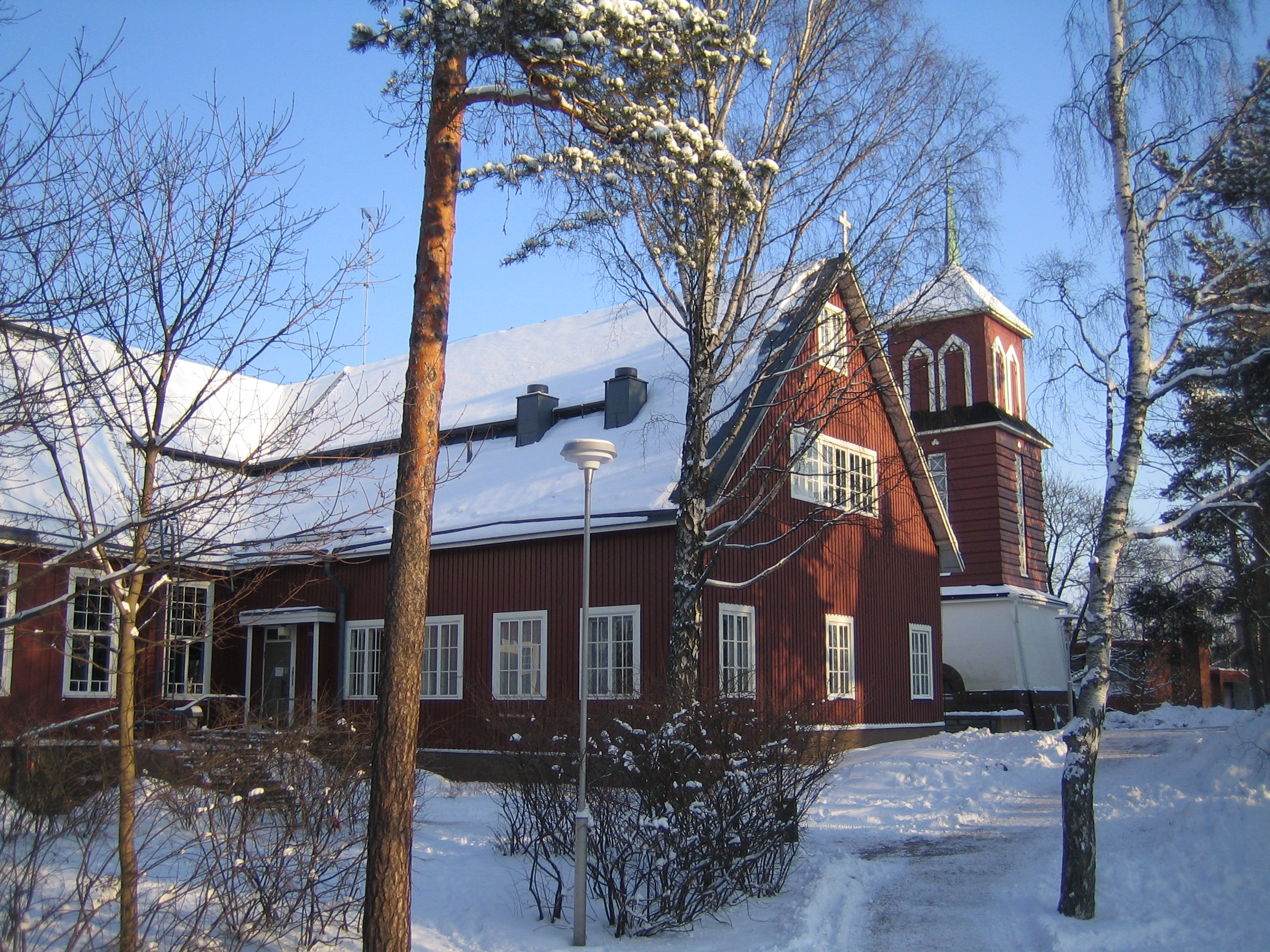
霍帕湾教堂